# Båstad GIF
Båstads GIF är en idrottsförening som grundades 14 maj 1913, och har omkring 600 medlemmar. Verksamheter i föreningen är fotboll, innebandy och friidrott. 
Från början kallades föreningen för Båstads Fotbolls- och idrottsförbund men har sedan ändrats till Båstads Gymnastik och Idrottsförening. När folk talar om föreningen så kallas den oftast "Giffen". Fotboll har varit den mest centrala sporten ända sen 1913. Innebandyn håller på att växa fram mer och mer, det finns 8 lag som deltar i seriespel inklusive ett oldboyslag. I friidrotten så finns det många duktiga ungdomar, där flera tillhör elit i deras åldersklass. Giffens arena ligger i centrala Båstad och är vackert belägen utmed Örebäcken och kallas då såklart för Örebäcksvallen, den blev invigd 29 juli 1956. Under 2014/15 lades grunden till en ombyggnation av anläggningen som stod klar 2018 bestående av friidrottsbanor och en konstgräsplan.
Klubbdräkten är svartvitrandig tröja och svarta byxor.

## De främsta meriterna
- Fotboll - serieseger Div. 42000 och avancemang till Div . 3
- Innebandy - serieseger Div. 5 2002 och avancemang till Div. 4
- Friidrott - F.n. ett flertal ungdomar av elitklass i sina resp. åldersklasser.